# Hideyuki Imakura
Hideyuki Imakura (jap. 今倉 秀之, Imakura Hideyuki; * 3. Juni 1972 in der Präfektur Saitama) ist ein ehemaliger japanischer Fußballspieler.

## Karriere
Imakura erlernte das Fußballspielen in der Schulmannschaft der Omiya Higashi High School. Seinen ersten Vertrag unterschrieb er 1991 bei Mitsubishi Motors. Der Verein spielte in der höchsten Liga des Landes, der Japan Soccer League. Mit Gründung der Profiliga J.League 1992 und der damit verbundenen Neuorganisation des japanischen Fußballs wurde Mitsubishi Motors zu den Urawa Red Diamonds. Ende 1994 beendete er seine Karriere als Fußballspieler.